# Avon River (Waihōpai River)
Der Avon River ist ein Fluss in der Region Marlborough auf der Südinsel von Neuseeland.

## Geographie
Der rund 30 km lange Avon River entspringt rund 290 m westnordwestlich des 1327 m hohen Mount Boltoff und rund 700 m östlich des auf einer Höhe von 923 m liegenden Avon Saddle. Nach einem zunächst westnordwestlichen Flussverlauf geht der Avon River nördlich des Avon Saddle weiter in eine nördliche Flussrichtung über. Nach knapp 4 km von der Quelle ab gemessen schwenkt der Fluss dann in seine bevorzugte nordnordöstlich Richtung und behält diese bis zur Mündung in den Waihōpai River bei.
Das Wassereinzugsgebiet wird mit 190 km² angegeben und der mittlere Wasserdurchfluss in der Nähe des Zusammenflusses mit dem Waihōpai River mit 2,02 Kubikmeter Wasser pro Sekunde.

## Geologie
Die Basis des Tals besteht überwiegend aus Sandstein.

## Flora
Ein großer Teil des unteren Einzugsgebiets wird für die Landwirtschaft genutzt, während im oberen Bereich Kiefernplantagen und einheimische Kānuka- und Mānuka-Buschwäldern zu finden sind. In einigen kleinen Tälern sind noch kleine Bestände von Rot- und Schwarzbuchen vorhanden sowie Reste von Kahikatea und Titoki.